# Cal Tonillo
Cal Tonillo és una obra modernista de Berga inclosa a l'Inventari del Patrimoni Arquitectònic de Catalunya.

## Descripció
Edificis de maó vist que envolten dues altres cases. Estan estructurades en planta baixa i dos pisos superiors coberta a quatre aigües amb teula àrab. La coberta és rematada al centre per un cos que sobressurt amb finestres a cada costat. Les façanes són arrebossades amb maó a les obertures, la majoria allindades, i altres llocs destacats.

## Història
Podem llegir a la tarja de la porta que dona a la carretera la data de 1912.
A l'extrem del camí del roser, anti raval dels segle xvii i XVIII, convertit en virtual perllongació del carrer major. A les darreries del segle XX veié frustrada aquesta voació de preeminència en favor del passeig de la pau.